# Escut de Torroella de Fluvià
L'escut oficial de Torroella de Fluvià té el següent blasonament:
Escut caironat: de sinople, una torre oberta d'or acompanyada a la punta d'una faixa ondada d'argent. Per timbre, una corona mural de poble.

## Història
Va ser aprovat el 26 de març del 2001.
Escut parlant al·lusiu al nom del poble: tradicionalment presenta una torre i el riu Fluvià.